# Samantha Smith
Samantha Reed Smith (født 29. juni 1972, død 25. august 1985) var en amerikansk skolepige, fredsaktivist og børneskuespillerinde fra Manchester, i den amerikanske delstat Maine, som blev berømt under den kolde krig mellem USA og Sovjetunionen. Hun skrev i 1982 et brev til den nylige udpegede generalsekretær for Sovjetunionens kommunistiske parti, Jurij Andropov, som i 1983 svarede og inviterede Samantha til at komme og besøge Sovjetunionen, hvilket hun accepterede.
Samantha Smith tiltræk sig mediernes opmærksomhed i begge lande som en såkaldt “Goodwill-ambassadør”, blev kendt som Amerikas yngste ambassadør og deltog også efterfølgende i fredsskabende aktiviteter i Japan. Med hendes fars hjælp skrev hun en bog om sit besøg i Sovjetunionen, Journey to the Soviet Union (dansk: Rejsen til Sovjetunionen), og blev senere en børneskuespillerinde da hun var vært i børneprogrammet 1984 United States presidential election på Disney Channel og spillede en hovedrolle i serien Lime Street. Hun døde i et flystyrt, Bar Harbor Airlines Flight 1808, sammen med sin far 25. august 1985 i en alder af 13 år.

## Historisk sammenhæng
Da Jurij Andropov efterfulgte Leonid Bresjnev som leder af Sovjetunionen i november 1982, trykte de vestlige aviser mange forside-fotografier og artikler om ham. De fleste var negative og kritiserende, og gav dermed en opfattelse af ham som en ny trussel mod den vestlige verdens stabilitet. Andropov havde været Sovjets ambassadør i Ungarn under opstanden i Ungarn i 1956 og leder af KGB fra 1967 til 1982. Han var i Vesten kendt for at have knust foråret i Prag og for den brutale undertrykkelse af dissidenter såsom Andrej Sakharov og Aleksandr Solsjenitsyn. Han startede, som generalsekretær, med at styrke KGB's styrker og undertrykke dissidenter. Ifølge Vasilij Mitrokhin opfattede Andropov kampen for menneskerettigheder som en del af et større komplot for at underminere grundlaget for den sovjetiske stat.
Igennem denne periode var der store anti-atomprotester rundt omkring i Europa og Nordamerika. Den 20. november 1983 udsendte kanalen ABC en post-atomkrigsdramatisering, som hed “The day after”, der blev kendt som en af de største mediebegivenheder i årtiet.
De to supermagter havde nu forladt deres strategi om détente, og som svar på Sovjetunionens opstilling af atombevæbnede mellemdistancemissiler rettet mod Europa traf NATO den såkaldte Dobbeltbeslutning, der gav Sovjetunionen fire år til at trække missilerne tilbage, og i fald dette ikke skete, så ville NATO opstille et stort antal krydsermissiler og Pershing-missiler i Europa. Sovjetunionen var på tredje år involveret i krigen i Afghanistan, hvilket også bidrog til den internationale spænding. Time Magazine offentliggjorde 22. november 1982 en udgave med et billede af Andropov på forsiden. Da Samantha Smith så denne udgave, spurgte hun sin mor: “Hvis folk er så bange for ham, hvorfor er der så ikke nogen, der skriver et brev til ham og spørger, om han vil have en krig eller ej?” Hendes mor svarede derefter “Hvorfor gør du ikke det?”

## Liv
Samantha Smith blev født 29. juni 1972 i den lille by Houlton i Maine, på grænsen mellem Canada og USA. Hendes mor hed Jane Goshorn, og faderen hed Arthur Smith. Hun var blot 5 år gammel, da hun skrev et brev til Dronning Elizabeth II for at udtrykke sin beundring for monarken. Da Samantha Smith i 1980 færdiggjorde anden klasse bosatte familien sig i Manchester i Maine, hvor hun fortsatte på Manchester Elementary School. Hendes far var instruktør ved Ricker College i Houlton, før han underviste i litteratur og skrivning på Universitet i Maine i Augusta, imens hendes mor arbejdede som socialrådgiver ved Maine Department of Human Services.
I november 1982, da Samantha Smith var 10 år gammel, skrev hun sit brev til den sovjetiske leder Jurij Andropov i håb om at forstå, hvorfor forholdene mellem USA og Sovjetunionen var så spændte:
- Engelsk version af brevet:

Dear Mr. Andropov,
My name is Samantha Smith. I am ten years old. Congratulations on your new job. I have been worrying about Russia and the United States getting into a nuclear war. Are you going to vote to have a war or not? If you aren't please tell me how you are going to help to not have a war. This question you do not have to answer, but I would like to know why you want to conquer the world or at least our country. God made the world for us to share and take care of. Not to fight over or have one group of people own it all. Please lets do what he wanted and have everybody be happy too.
Samantha Smith
- Dansk oversættelse af brevet:

Kære Hr. Andropov,
Mit navn er Samantha Smith. Jeg er 10 år gammel. Tillykke med dit nye job. Jeg er bekymret for, at Rusland og USA vil indgås i en atomkrig med hinanden. Skal i have en afstemning om at gå i krig eller ej? Hvis du ikke har tænkt dig at gøre det, kan du så forklare, hvordan du vil hjælpe med at forhindre en krig. Dette spørgsmål behøver du ikke at besvare, men jeg vil gerne vide, hvorfor du vil overtage verden eller i hvert fald vores land. Gud skabte denne verden for os, så vi kunne dele og tage os af den. Ikke så vi kunne kæmpe om den eller have en gruppe af mennesker eje det hele. Lad os gøre som han ville have, så alle kan også være glade.
Samantha Smith
Hendes brev blev trykt i den sovjetiske avis Pravda. Hun fik besked og Samantha blev glad for at høre om nyheden, men havde stadig ikke modtaget et svar fra selve Jurij Andropov. Derfor skrev hun endnu et brev, nu til den amerikanske ambassadør i Sovjetunionen, for at spørge om hr. Andropov ville svare. D. 26. april 1983 modtog hun et svar fra Andropov:
- Engelsk version af brevet:

Dear Samantha,
I received your letter, which is like many others that have reached me recently from your country and from other countries around the world.
It seems to me – I can tell by your letter – that you are a courageous and honest girl, resembling Becky, the friend of Tom Sawyer in the famous book of your compatriot Mark Twain. This book is well known and loved in our country by all boys and girls.
You write that you are anxious about whether there will be a nuclear war between our two countries. And you ask are we doing anything so that war will not break out.
Your question is the most important of those that every thinking man can pose. I will reply to you seriously and honestly.
Yes, Samantha, we in the Soviet Union are trying to do everything so that there will not be war on Earth. This is what every Soviet man wants. This is what the great founder of our state, Vladimir Lenin, taught us.
Soviet people well know what a terrible thing war is. Forty-two years ago, Nazi Germany, which strove for supremacy over the whole world, attacked our country, burned and destroyed many thousands of our towns and villages, killed millions of Soviet men, women and children.
In that war, which ended with our victory, we were in alliance with the united states: together we fought for the liberation of many people from the Nazi invaders. I hope that you know about this from your history lessons in school. And today we want very much to live in peace, to trade and cooperate with all our neighbors on this earth — with those far away and those near by. And certainly with such a great country as the United States of America.
In America and in our country there are nuclear weapons — terrible weapons that can kill millions of people in an instant. But we do not want them to be ever used. That's precisely why the Soviet Union solemnly declared throughout the entire world that never — never — will it use nuclear weapons first against any country. In general we propose to discontinue further production of them and to proceed to the abolition of all the stockpiles on Earth.
It seems to me that this is a sufficient answer to your second question: 'Why do you want to wage war against the whole world or at least the United States?' We want nothing of the kind. No one in our country–neither workers, peasants, writers nor doctors, neither grown-ups nor children, nor members of the government–want either a big or 'little' war.
We want peace — there is something that we are occupied with: growing wheat, building and inventing, writing books and flying into space. We want peace for ourselves and for all peoples of the planet. For our children and for you, Samantha.
I invite you, if your parents will let you, to come to our country, the best time being this summer. You will find out about our country, meet with your contemporaries, visit an international children's camp –Artek – on the sea. And see for yourself: in the Soviet Union, everyone is for peace and friendship among peoples.
Thank you for your letter. I wish you all the best in your young life.
Y. Andropov
- Dansk oversættelse:

Kære Samantha,
Jeg har modtaget dit brev, samt mange andre som er kommet til mig for nyligt fra dit og andre lande i verden. Det ser ud som om - ud fra dit brev - at du er en modig og ærlig pige, ligesom Becky, vennen af Tom Sawyer i den berømte bog af Mark Twain. Denne bog er meget kendt og elsket i vores land af alle drenge og piger.
Du skriver at du er nervøs for at der kommer en krig mellem vores to lande. Og du spørger om vi gør noget for at forhindre det.
Dit spørgsmål er den vigtigeste ud af de mange spørgsmål enhver tænkende mand kan fremstille. Jeg vil besvare dig, seriøst og ærligt. Ja, Samantha, vi i den sovjetiske union prøver alt hvad vi kan for at undgå at der opstår en krig. Det er hvad alle sovjetiske mænd ønsker. Det er hvad grundlæggeren af vores stat, Vladimir Lenin, lærte os. De Sovjetiske mennesker ved udmærket godt hvor forfærdeligt krig er. 42 år siden angreb Nazi-tyskland vores land, brændte og ødelagde tusindevis af landsbyer, dræbte millioner af soviet mænd, kvinder og børn.
I den krig, som endte med vores sejr, kæmpede vi sammen med amerikanerne: sammen kæmpede vi for liberationen af de mange mennesker som var under besættelse af Nazityskland. Det håber jeg du har lært i dine historietimer i skolen. I dag ønsker vi at kunne leve i fred, forhandle og arbejde sammen med alle vores naboer - med dem langt væk og dem tæt på, og naturligvis også med sådan et smukt land som USA.
I USA og i vores land er der atomvåben - forfærdelige våben som kan dræbe millioner af mennesker øjeblikkeligt. Men vi vil aldrig have at de skal blive brugt. Derfor har Sovjetunionen erklæret over for hele verden at vi aldrig nogensinde vil bruge atomvåben mod et land først. I generelt forslår vi at stoppe produktionen af disse våben og afskaffe alle lagre på vores planet. Til mig er dette et tydeligt svar til dit andet spørgsmål: “hvorfor ønsker i at overtage hele verden eller i hvert fald USA?” Det ønsker vi intet af. Ingen i vores land - ingen arbejdere, bønder, digtere eller doktorer, ingen voksne eller børn eller nogen fra regeringen - vil have en stor eller ‘lille’ krig. Vi vil have fred. Vi ønsker blot at kunne vokse hvede, bygge og opfinde, skrive bøger og flyve ud i rummet. Vi ønsker fred for os selv og for alle på planeten. For vores børn og for dig, Samantha. Jeg inviterer dig, hvis dine forældre tillader det, at besøge vores land, den bedste tid ville være nu her til sommer. Du vil lære om vores land, møde med børn på din alder og besøge en international børne camp - Artek - på havet. Så kan du se for dig selv at i Sovjetunionen, er alle for fred og venskab mellem mennesker. Tak for dit brev. Jeg ønsker dig det bedste i dit unge liv.
Y. Andropov.
Et hav af medier fulgte. Samantha Smith blev b.l.a. interviewet af Ted Koppel og Johnny Carson og der blev rapporteret om hendes rejse hver aften på de store amerikanske netværker. 7. juli 1983 fløj hun til Moskva med sine forældre, og tilbragte to uger som Andropovs gæst. På sin rejse besøgte hun Moskva, Leningrad og var i Artek, den vigtigste sovjetiske pionerlejr, i byen Gurzuf på Krimhalvøen. Hun skrev i sin bog at i Leningrad blev hun og hendes familie forbløffet over venligheden af folket og over de gaver som mange havde lavet til dem. Ved en sovjektisk pressekonference, erklærede Samantha Smith at russerne var “ligesom os”. Hun havde valgt, i Artek, at blive sammen med de sovjetiske børn, i stedet for at acceptere de privilegerede indkvarteringer som var tilbudt. For at gøre kommunikation nemmere blev lærere og børn, som var i stand til at snakke flydende engelsk, valgt til at bosætte sig i samme bygning som hende. Samantha Smith delte en sovesal med ni andre piger, og brugte tiden på at svømme, tale og lære russiske sange og danse. Imens hun var der, fik hun mange venner, bl.a. Natasha Kashirina fra Leningrad som kunne snakke flydende engelsk.
Andropov kunne desværre ikke mødes med hende imens hun var på besøg, dog talte de flere gange over telefonen. Det blev senere opdaget at Andropov var blevet alvorligt syg og havde trukket sig tilbage fra offentligheden på dette tidspunkt. Samantha Smith fik også et telefonopkald fra den russiske kosmonaut, Valentina Tereshkova, som var den første kvinde i rummet. Samantha opdagede dog ikke hvem hun talte til, og kom til at ligge på blot efter en lille samtale. Medierne fulgte konstant med hendes lange rejse. Fotografier og artikler om hende blev udgivet af de vigtigste Sovjet aviser, igennem og efter hendes rejse. Samantha Smith blev berømt i Sovjetunionen og blev omfattet som en positiv figur. I USA begyndte nogle folk at mistænke begivenheden, og opfatte det som et typisk USA-stil PR-stunt.
Da Samantha Smith kom hjem til USA 22. juli 1983 blev hun fejret af indbyggerne af Maine med roser, rød løber og en limosine. Alt imens hendes popularitet fortsatte med at vokse i sit eget land, USA . På det tidspunkt var der nogle skeptiske kritikere som havde teorier om at Samantha Smith ubevidst fungerede som et redskab for sovjetisk propaganda. I december 1983, med titlen “Amerikas yngste ambassadør”, blev hun inviteret til Japan, hvor hun mødte med den japanske statsminister Yasuhiro Nakasone og deltog i Børnenes Internationale Symposium i Kobe. I sin tale i Kobe foreslog hun at børnebørnene af Sovjetunionens og USA's ledere burde udveksles i to uger hvert år og argumenterede for at landene derfor ikke ville bombe hinanden. Hendes rejse inspirerede andre udvekslinger af goodwillambassadører, herunder en 11-årig sovjetisk pige, Katja Lytjeva, som rejste til USA. Senere skrev Samantha Smith bogen Journey to the Soviet Union hvis bogomslag indholdte et billede af hende i Artek, som var hendes yndlingsdel af rejsen.
Samantha Smith fortsatte sin rolle som mediestjerne da hun i 1984, faktureret som en speciel korrespondent, var vært i et børneprogram for Disney Channel ved navn Samantha Smith goes to washington...Campaign ‘84. Programmet handlede om politik, hvor Samantha interviewede flere kandidater til det amerikanske præsidentvalg, bl.a. George McGovern og Jesse Jackson. I det samme år var hun gæst i programmet “Charles in Charge” og spillede rollen Kim, sammen med en anden berømt gæst stjerne, Julianne McNamara. Hendes berømmelse resulterede i, at Samantha Smith blev målet for stalkeren Robert John Bardo, den mand, der senere stalkede og myrdede My Sister Sam-skuespillerinden Rebecca Schaeffer. Bardo rejste til Maine i et forsøg på at møde Samantha Smith men blev stoppet af politiet og taget hjem.
I 1985 havde hun (sammen med Robert Wagner) en delt hovedrolle i serien Lime Street.

## Død
Den 25. august 1985 var Samantha Smith og hendes far var på vej hjem, om bord på Bar Harbor Airlines Flight 1808 (en) efter de havde filmet et indslag til tv serien, Lime Street. Ved et forsøg på at lande ved Lewiston-Auburn Regional Airport i Auburn, Maine ramte flyet (en Beechcraft 99) nogle træer 4007 fod (1221 m) fra banen, styrtede og dræbte alle 6 passagerer samt 2 i besætningen. Der var meget spekulation bagefter vedrørende hvilken årsag der var til ulykken. Beskyldninger om uærligt spil cirkulerede rundt i Sovjetunionen. En undersøgelse blev foretaget og den officielle rapport (som havde ingen beviser på uærligt spil) blev offentliggjort. Som angivet i rapporten, skete ulykken omkring klokken 22:05 EDT og at området hvor flyet styrtede befandt sig en mil (1,6 km) syd-vest fra lufthavnen, ved 44°02′22″N 70°17′30″W. Den fortsætter, “Den relativ stejl fly sti-vinkel og attitude (orientering af flyet i forhold til horisonten, bevægelsesretning f.eks.) og hastigheden af flyet, da den ramte jorden, gjorde det umuligt for vedkommende om bord på flyet at overleve.” Hovedkonklusionerne i rapporten var at det var en regnfuld nat, piloterne var uerfarne og en utilsigtet, dog ikke ualmindelig og normalt ikke kritisk, jordradar fejl opstod.
Ved Samantha Smiths begravelse i Augusta, Maine, deltog omkring 1000 mennesker, og hun blev mindet i Moskva som en fredshelt. Blandt deltagerne var der Robert Wagner og Vladimir Kulagin fra den sovjetiske ambassade i Washington, der oplæste en personlig kondolence fra Mikhail Gorbatjov.
- Engelsk version af beskeden:

Everyone in the Soviet Union who has known Samantha Smith will forever remember the image of the American girl who, like millions of Soviet young men and women, dreamt about peace, and about friendship between the peoples of the United States and the Soviet Union.
- Dansk oversættelse af beskeden:

Alle i Sovjetunionen som har kendt til Samantha Smith vil for evigt huske det billede af en amerikansk pige som, ligesom millioner af unge Soviet mænd og kvinder, drømte om fred, og om venskab mellem folket af USA og Sovjetunionen.
Præsident Ronald Reagan sendte kondolencer til Samantha Smiths mor:
- Engelsk version af Ronald Reagans brev:

Perhaps you can take some measure of comfort in the knowledge that millions of Americans, indeed millions of people, share the burdens of your grief. They also will cherish and remember Samantha, her smile, her Idealism and unaffected sweetness of spirit.
- Dansk oversættelse af Ronald Reagans brev:

Måske kan du føle en mængde af komfort i at vide at millioner af amerikanere, ja millioner af mennesker, deler byrderne af din sorg. De vil også værdsætte og huske Samantha, hendes smil, hendes idealisme og upåvirket sødme af håb.
Samantha og sin fars lig blev kremeret, og deres aske blev begravet på Estabrook kirkegården i Aroostook County, Maine.

## Arv
Samantha Smiths bidrag er blevet hædret af både russerne og folket fra hendes hjemstat, Maine. Et monument blev bygget til hende i Moskva. Samantha Smith Alley i Artek Young Pioneer lejren blev navngivet efter hende i 1986. Monumentet som blev bygget til hende blev stjålet af metaltyve i 2003. I 2003 byggede en Voronezh pensionist, Valentin Vaulin, et monument til hende uden hjælp fra regeringen. Sovjetunionen udstedte et særfrimærke med hendes lighed. I 1986 opdagede astronomen Ljudmila Tjernykh asteroiden 3147 som hun gav navnet 3147 Samantha. En dansk komponist, Per Nørgård, skrev i 1985 stykket “Remembering Child” til minde om Samantha Smith. En diamant fundet i Sibirien, et bjerg i den tidligere Sovjetunion, en cultivar af tulipaner og dahliaer og et skib er blevet navngivet efter Samantha Smith. I Maine er den første mandag i juni hvert år kendt som Samantha Smith dagen. En bronzestatue af Samantha Smith nær Maine State Museet i Augusta viser Samantha Smith frigive en due med en bjørneunge, som ligger hvilende ved hendes fødder. Bjørneungen skal repræsentere både Maine og Rusland. Grundskoler i Sammamish, Washington, og i Jamaica, Queens, New York City, er alle blevet navngivet efter Samantha. I oktober 1985 skabte Smiths mor Samantha Smith-stiftelsen som støttede og plejede elev udvekslinger mellem USA og Sovjetunionen (og efter december 1991 de forhenværende sovjetiske stater). Stiftelsen blev formelt opløst i 2014 efter at have været ubrugt i to årtier.
En episode fra 1987 af komedieserien The Golden Girls ved navn “Letter to Gorbachev” fik inspiration fra Samantha Smiths historie. I filmen Superman IV: The Quest for Peace var der en scene hvori en dreng skriver et brev til Superman om at kontrollere atomvåbenkapløbet. Ifølge Christopher Reeve, den amerikanske skuespiller, blev denne scene også inspireret af Samantha Smiths historie.
I midten af 1980’erne, efter Samantha Smiths død, blev en drejebog skrevet til en film med navnet “The Samantha Smith Story” med Robert Wagner som producent. Columbia Pictures Television og R.J. Wagner Productions havde, ifølge medierne, aftalt at producere filmen for NBC sammen med det sovjetiske firma Sovin Film som var interesseret i at medproducere den. I sidste ende valgte Columbia Pictures Television dog ikke at filme det på grund af manglende interesse fra noget netværk.
Spekulation om hvad en overlevende Samantha ville havde gjort som voksen blev i 2003 afvist af hendes mor Jane som umuligt at besvare, idet Samantha kun var tretten da hun døde og hendes ambitioner havde varieret fra en dyrlæge til en ballerina.
I 2008 blev Samantha posthumt tildelt “The peace abbey courage of conscience award” for at “hjælpe med at få en bedre forståelse mellem folk fra USA og USSR, som resulterede i et formindsket spænding mellem de to superkræfter der kunne have kommet i en atomkrig.” Peace Abbey har også foreslået “The Peace Literature Project in Honor of Samantha Smith” for “at uddanne eleverne om fred og promovere fredslitteratur for skolebørn i 50 udvalgte pilotskoler i USA.”
Elliott Holts roman You are one of them fra 2013 bruger historien om Samantha Smith som en inspiration til den fiktive figur, Jennifer Jones.
På 30-årsdagen til flyulykken i 2015 åbnede Maine State Museum en udstilling med materialer relateret til Samantha, herunder billeder af hendes tid i Artek, traditionelt russisk tøj som hun havde fået som gave, og en udgave af Soviet Life-magasinet med et billede af hende på forsiden.